# Гута-Велика
Гута-Велика (пол. Huta Wielka) — село в Польщі, у гміні Залево Ілавського повіту Вармінсько-Мазурського воєводства.
Населення — 57 осіб (2011).
У 1975-1998 роках село належало до Ольштинського воєводства.

## Демографія
Демографічна структура станом на 31 березня 2011 року:
|          | Загалом | Допрацездатний вік | Працездатний вік | Постпрацездатний вік |
| -------- | ------- | ------------------ | ---------------- | -------------------- |
| Чоловіки | 30      | 9                  | 18               | 3                    |
| Жінки    | 27      | 10                 | 13               | 4                    |
| Разом    | 57      | 19                 | 31               | 7                    |